# 캐딜락 XTS

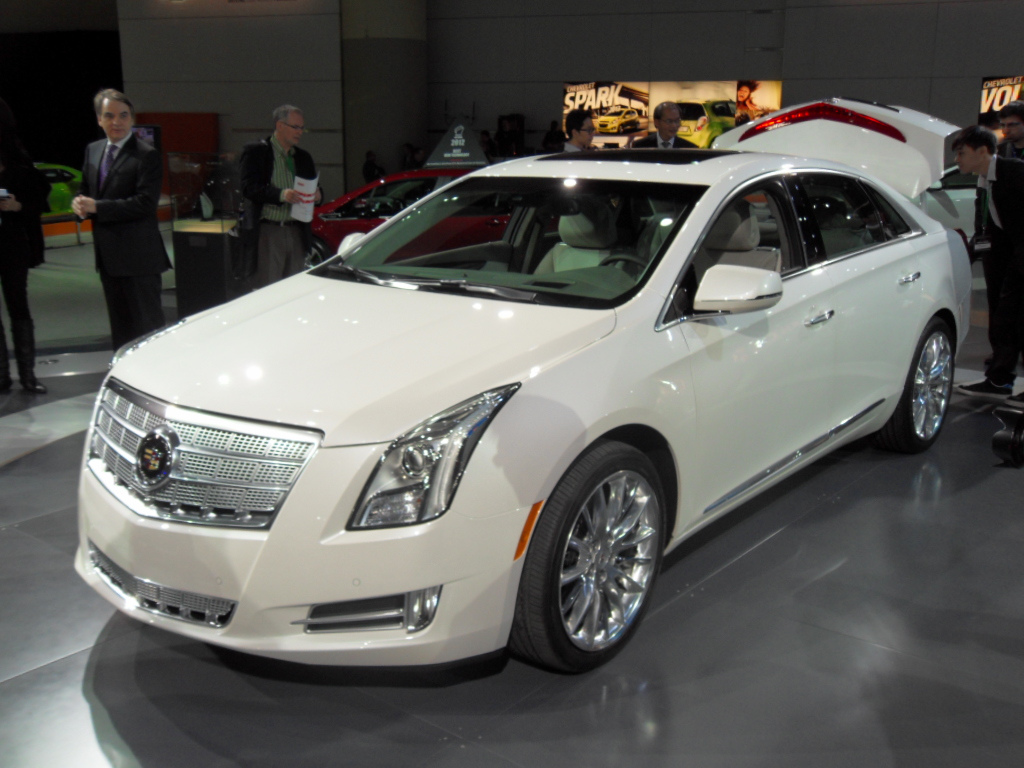
캐딜락 XTS 정측면

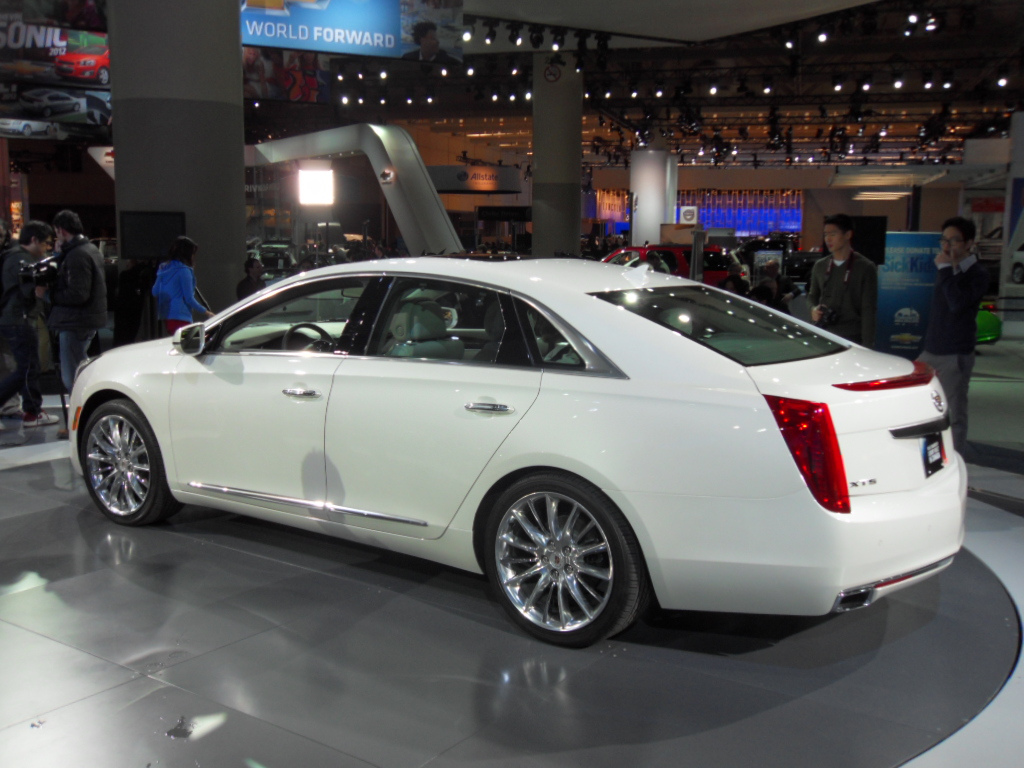
캐딜락 XTS 후측면

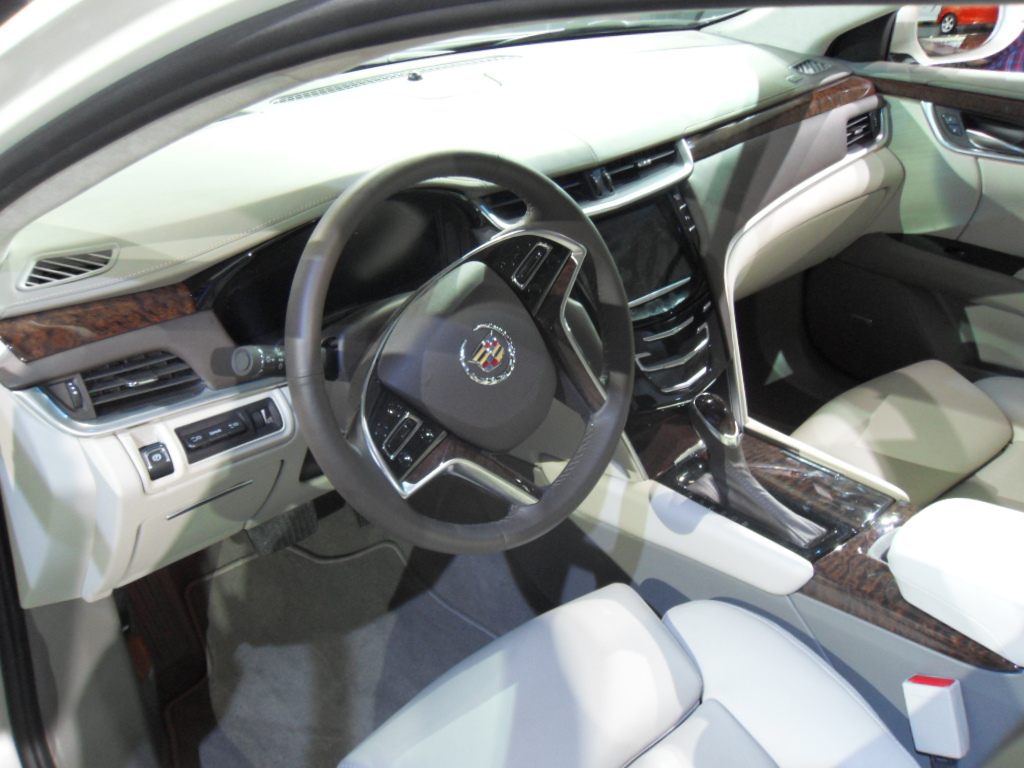
캐딜락 XTS 내부

캐딜락 XTS(Cadillac XTS)는 제너럴 모터스사가 만들어 캐딜락 브랜드로 판매하는 대형 세단이다. 2012년 5월에 STS와 DTS의 통합 후속 차종으로 출시되었으며, 대한민국에는 공식적으로 수입되지 않는다. 2010년에 개최된 XTS 플래티넘 컨셉트가 선보였고, 양산형은 2012년에 출시됐다. 뷰익 라크로스나 쉐보레 임팔라와 공통의 입실론 Ⅱ 플랫폼이 적용됐다. 아트 앤 사이언스라고 하는 캐딜락의 디자인 Q를 반영하여 역동적인 느낌을 강조했다. 인포테인먼트 시스템인 CUE(Cadillac User Interface), 컬러 헤드 업 디스플레이, 차선 일탈 경고 장치, 전방 충돌 사전 경고 장치 등이 적용됐다. 2019년 10월에 후속 차종 없이 단종되었고, 기존 XTS의 수요는 아랫급 모델인 CTS가 가져갔다. 

## 같이 보기
- 캐딜락 CT6